# Aphis austriaca
Aphis austriaca är en insektsart som beskrevs av Hille Ris Lambers 1959. Aphis austriaca ingår i släktet Aphis och familjen långrörsbladlöss. Inga underarter finns listade i Catalogue of Life.